# Sihlwald
La Sihlwald (tedesco: foresta della Sihl) è una foresta e una riserva naturale situata nella valle della Sihl, nel cantone svizzero di Zurigo. Si tratta di un raro esempio di foresta originale e di grandi dimensioni, situata sulle pendici orientali dei monti dell'Albis, sul lato occidentale del fiume Sihl. Sebbene il bosco sia di proprietà della città di Zurigo, si trova al di fuori dei confini urbani, appartenendo ai comuni di Horgen, Adliswil, Langnau am Albis, Oberrieden, Rüschlikon e Thalwil.
Il Sihlwald fa parte dello Zürich Wilderness Park (Wildnispark Zürich).

## Storia
Nel 1309 la città di Zurigo ricevette in dono dalla dinastia degli Asburgo la Sihlwald e di nuovo nel 1524 attraverso lo scioglimento del convento di Fraumünster. Nei secoli successivi la foresta fornì legname e legna da ardere a Zurigo.

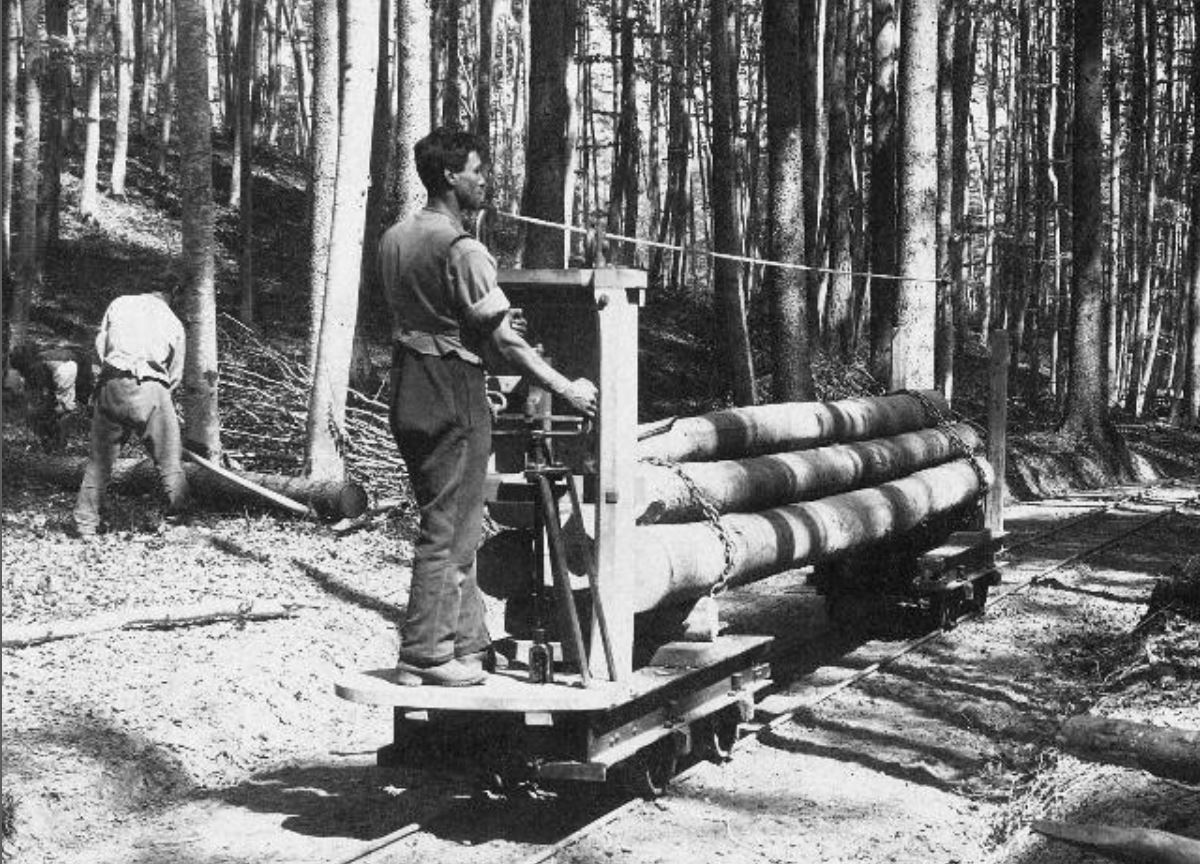
Trasporto legname mediante ferrovia tipo Decauville

Dal 1876 al 1938 esisteva persino una ferrovia che facilitava il lavoro nella foresta. La lunghezza dei binari fissi era di 12 chilometri e, se necessario, venivano posati anche binari temporanei "volanti". Nel 2009 il bosco della Sihl è stato dichiarato "Parco naturale regionale d'importanza nazionale".

## Riserva naturale
Nel 1985, su iniziativa del guardaboschi cittadino Andreas Speich, fu posata la prima pietra del progetto "Naturlandschaft Sihlwald". Dal 1985, sotto la sua direzione, sono stati prelevati dal Sihlwald fino a 18.000 m³ di legname all'anno, esclusivamente per il diradamento per introdurre una struttura forestale naturale. Dal 1996 non si taglia più legna lungo i sentieri, se non per ragioni di sicurezza. In questo modo si sviluppa gradualmente un bosco naturale stabile, che viene lasciato a se stesso e si autoregola. Tuttavia, la creazione di questa grande riserva forestale aveva suscitato resistenze da parte degli esperti forestali fino alle più alte cariche federali. Al contrario, lo scienziato forestale svizzero Hans Leibundgut, considerato un pioniere della ricerca sulle foreste primordiali europee sostenne con forza la creazione della riserva.
I giovani boschi artificiali della stessa età nel Sihlwald rimangono per il momento un rischio se, come nel 1885, una straordinaria nevicata rompesse i giovani alberi o li piegasse al suolo. Tali eventi e vaste raffiche di vento sono stati molto rari dal 1985, ma potrebbero ripetersi. Tuttavia, il pericolo sta costantemente diminuendo perché l'aumento della massa radicale "ancorante" rende gli alberi più stabili.
Nel 1994, la Fondazione "Naturlandschaft Sihlwald" si è posta l'obiettivo di trasformare il Sihlwald in un'area di avventure naturali. Gli alberi e le altre creature del bosco hanno il loro diritto alla vita, che d'ora in poi nel Sihlwald deve essere assolutamente rispettato. Nel 2009 è stata definita una zona centrale di circa 4 km² in cui la natura rimane intatta. L'accesso a quest'area è vietato ai visitatori che devono rimanere sui sentieri.

## Trasporti
La foresta è accessibile da Zurigo in treno attraverso la stazione di Sihlwald, tramite la linea S4 della S-Bahn di Zurigo.

## Galleria d'immagini

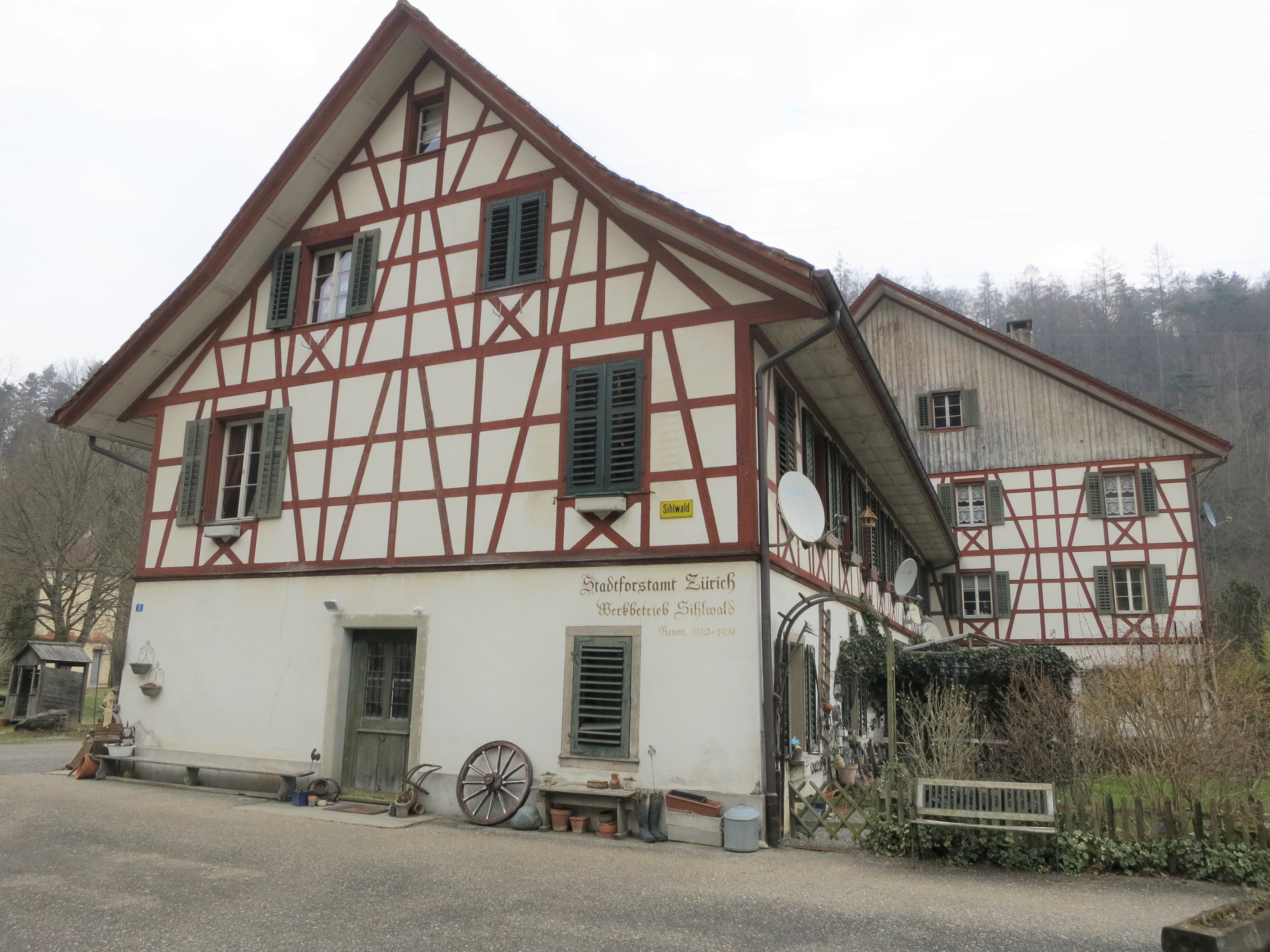
La sede dell'Ufficio forestale della città di Zurigo all'interno della Sihlwald
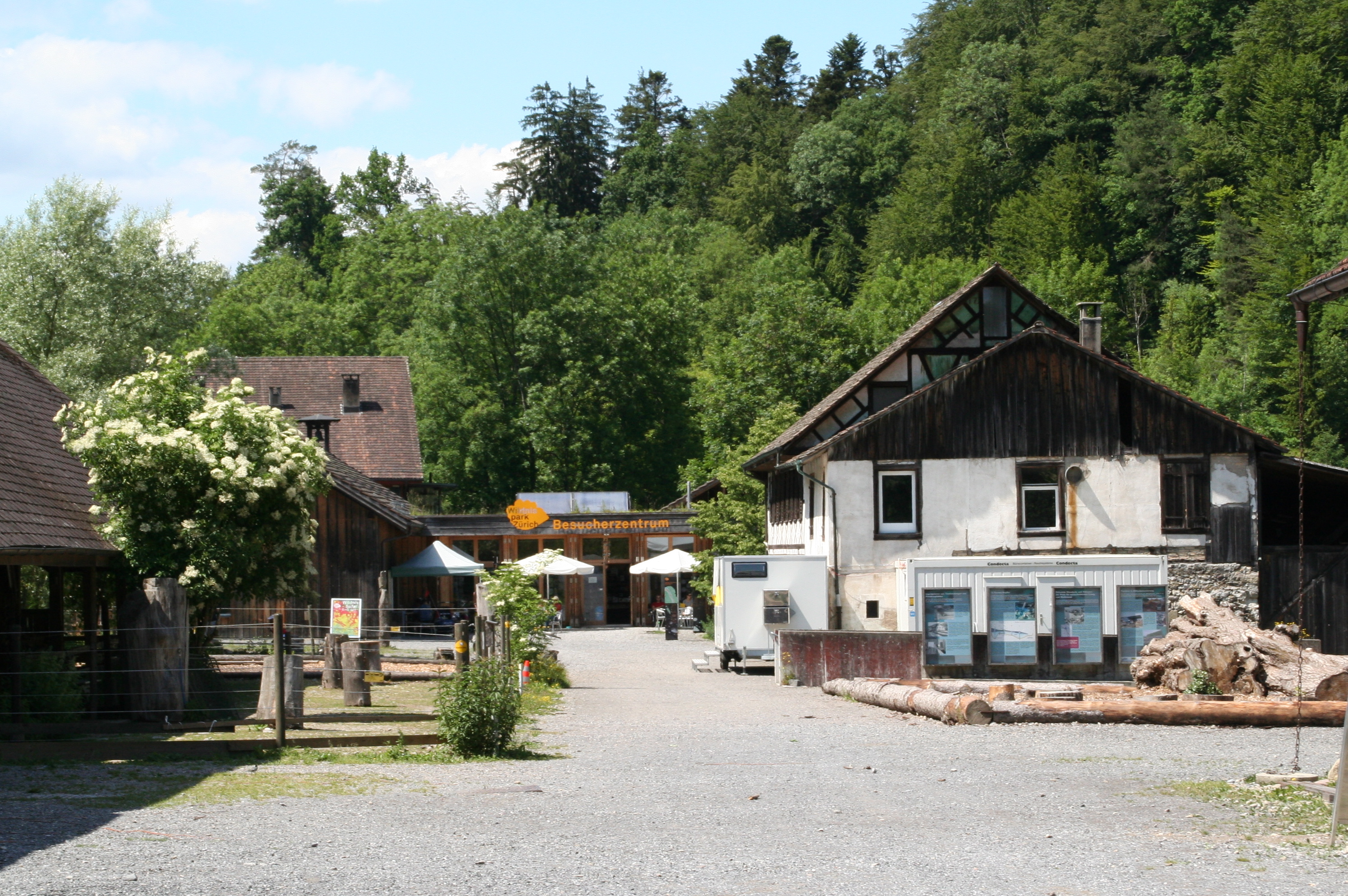
L'ingresso dei visitatori
Panorama autunnale
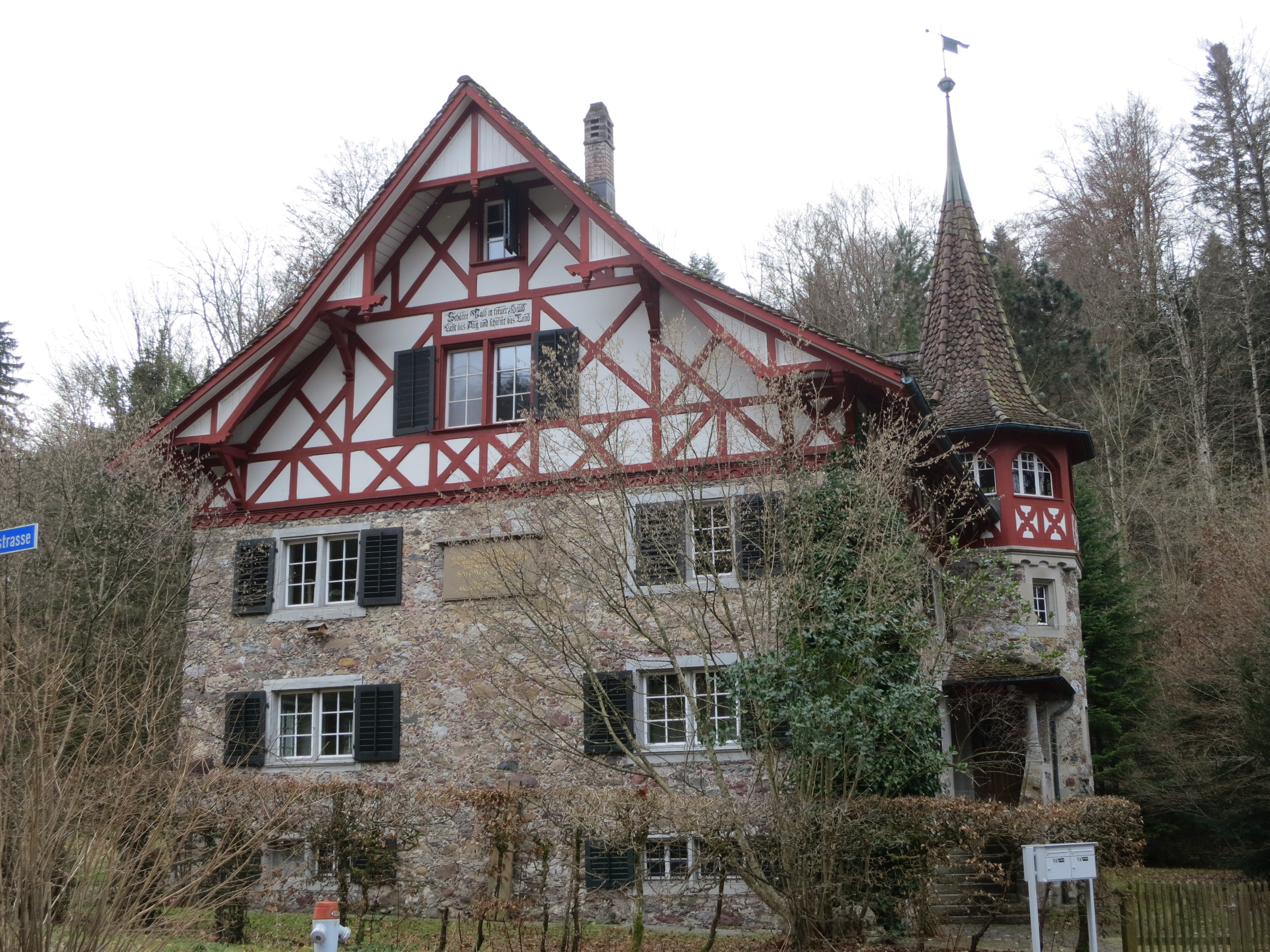
La vecchia Sihlwald Forsthaus del 1733